# Веласкес (Уругвай)
Веласкес (исп. Velázquez) — небольшой город на востоке Уругвая, в западной части департамента Роча.

## География
Расположен в 56 км к северу от административного центра департамента, города Роча, на пересечении автомобильных дорог № 15 и № 13. Абсолютная высота — 66 метров над уровнем моря.

## История
28 октября 1919 года получил статус села (Pueblo), а 1 июля 1953 года — статус малого города (Villa).

## Население
Население по данным на 2011 год составляет 1022 человека.
| Год  | Население |
| ---- | --------- |
| 1963 | 1014      |
| 1975 | 1054      |
| 1985 | 1031      |
| 1996 | 1018      |
| 2004 | 1084      |
| 2011 | 1022      |

Источник: Instituto Nacional de Estadística de Uruguay